# Bennington (Idaho)
Bennington è un centro abitato e un census-designated place (CDP) degli Stati Uniti d'America, situato nella contea di Bear Lake, nello stato dell'Idaho.